# Thabo Matlaba
Thabo "Festival" Matlaba (sinh ngày 13 tháng 12 năm 1987 ở Tembisa, Gauteng) là một hậu vệ bóng đá người Nam Phi cho câu lạc bộ Premier Soccer League Orlando Pirates. Anh được biết đến với khả năng sút xa bằng cả hai chân. Mặc dù anh chủ yếu thi đấu ở vị trí hậu vệ trái, Matlaba lại là người thuận chân phải.

## Thống kê sự nghiệp
Tính đến 30 tháng 1 năm 2018
| Câu lạc bộ          | Mùa giải            | Giải vô địch          | Giải vô địch | Giải vô địch | Cúp     | Cúp       | Cúp Liên đoàn | Cúp Liên đoàn | Khác    | Khác      | Tổng cộng | Tổng cộng |
| Câu lạc bộ          | Mùa giải            | Hạng đấu              | Số trận      | Bàn thắng    | Số trận | Bàn thắng | Số trận       | Bàn thắng     | Số trận | Bàn thắng | Số trận   | Bàn thắng |
| ------------------- | ------------------- | --------------------- | ------------ | ------------ | ------- | --------- | ------------- | ------------- | ------- | --------- | --------- | --------- |
| Free State Stars    | 2010–11             | Premier Soccer League | 27           | 3            | 0       | 0         | 0             | 0             | 0       | 0         | 27        | 3         |
| Free State Stars    | 2011–12             | Premier Soccer League | 6            | 0            | 0       | 0         | 0             | 0             | 0       | 0         | 6         | 0         |
| Free State Stars    | Tổng                | Tổng                  | 33           | 3            | 0       | 0         | 0             | 0             | 0       | 0         | 33        | 3         |
| Orlando Pirates     | 2011–12             | Premier Soccer League | 12           | 0            | 1       | 0         | 0             | 0             | 0       | 0         | 13        | 0         |
| Orlando Pirates     | 2012–13             | Premier Soccer League | 22           | 1            | 1       | 0         | 2             | 1             | 2       | 0         | 27        | 2         |
| Orlando Pirates     | 2013–14             | Premier Soccer League | 25           | 2            | 5       | 0         | 4             | 0             | 11      | 2         | 45        | 4         |
| Orlando Pirates     | 2014–15             | Premier Soccer League | 17           | 1            | 2       | 0         | 0             | 0             | 4       | 1         | 23        | 2         |
| Orlando Pirates     | 2015–16             | Premier Soccer League | 24           | 3            | 5       | 0         | 3             | 0             | 0       | 0         | 32        | 3         |
| Orlando Pirates     | 2016–17             | Premier Soccer League | 24           | 1            | 5       | 0         | 3             | 0             | 1       | 0         | 33        | 1         |
| Orlando Pirates     | 2017–18             | Premier Soccer League | 15           | 1            | 0       | 0         | 2             | 0             | 0       | 0         | 17        | 1         |
| Orlando Pirates     | Tổng                | Tổng                  | 139          | 9            | 19      | 0         | 14            | 1             | 18      | 3         | 190       | 13        |
| Tổng cộng sự nghiệp | Tổng cộng sự nghiệp | Tổng cộng sự nghiệp   | 172          | 12           | 19      | 0         | 14            | 1             | 18      | 3         | 223       | 16        |

1. 1 2 3  Số trận ở MTN 8
2. ↑  Three Số trận ở MTN 8 và Eight Số trận ở CAF Champions League

## Sự nghiệp quốc tế
Anh có màn ra mắt cho Nam Phi vào ngày 14 tháng 5 năm 2011 trước Tanzania trong trận giao hữu quốc tế.
Matlaba ghi bàn thắng quốc tế đầu tiên tại vòng loại World Cup trước Cộng hòa Trung Phi vào ngày 23 tháng 3 năm 2013.

### Bàn thắng quốc tế
Tỉ số và kết quả liệt kê bàn thắng của Nam Phi trước.
| Bàn thắng | Thời gian           | Địa điểm                                   | Đối thủ   | Tỉ số | Kết quả | Giải đấu                                     |
| --------- | ------------------- | ------------------------------------------ | --------- | ----- | ------- | -------------------------------------------- |
| 1.        | 23 tháng 3 năm 2013 | Sân vận động Cape Town, Cape Town, Nam Phi | Trung Phi | 1–0   | 2–0     | Vòng loại giải vô địch bóng đá thế giới 2014 |